# 竹内渉
竹内 渉（たけうち あゆむ、1986年6月27日 - ）は、日本の歌手、タレント、作詞家。愛知県出身。アービング所属。フィットワン、スマイルカンパニーに所属していた。
2013年までは竹内 綾乃（たけうち あやの）、AYANOとして活動。I♡RAの名で作詞家活動をしていた。

## 略歴
- 2005年3月2日、2万人が応募したスマイルオーディションの中から選ばれ、ダンスボーカルグループ「Sister Q」のAYANOとしてデビュー。その後、様々なイベントやライブに出演。4枚のシングルをリリースし、デビューシングル「Night and Day」がドラマ主題歌に抜擢されスマッシュヒットを記録。
- 2006年10月16日、「Sister Q」が解散し、ソロ活動をスタート。
- 2007年12月19日、『セカンドライフ』で「SowingLove」の発表コンサートを行う。
- 2007年12月26日、「SowingLove」の着うたの配信が「チャクチャクエンタメ」、「ぐるうたフル」でスタート。
- 2007年12月30日、渋谷109前にて「SowingLove」のイベントを行う。
- 2008年1月2日、着うたサイトぐるうたフルの総合ランキングで「SowingLove」1位。
- 2008年1月6日、「SowingLove」のPVが期間限定で配信（2008年2月5日まで）。2012年、I♡RAとして作詞家デビュー。
- 2013年9月10日、ブログにて事務所「株式会社アービング」に移籍したことを報告。移籍と共にI♡RA（竹内綾乃）名義から現在の竹内渉に改名。
- 2015年から2017年にかけて、韓国でタレント活動を行う[2]。
- 2017年4月より写真週刊誌にてグラビア活動を始める。『週刊プレイボーイ』（集英社）で "日本一美しい31歳"として取り上げられ[3]、グラビアでの人気が上昇[4][2]。
- 2017年9月20日、ヤクルト-中日戦（神宮球場）の始球式に登場[5]。
- 同年10月20日にはファーストDVD『誘惑家庭教師〜我慢ができない〜』を発売し、Amazonの【アイドルDVDランキング】で1位[6][4]。
- 2018年6月、1st写真集の制作を発表[7]。同年7月25日『Queen・hip・rose……しり染めし頃に……』リリース。
- 2021年を以ってグラビア活動を卒業することを明らかにした[8]。
- 2022年4月30日、俳優の白洲迅と結婚したことを発表した[9][10][11]。
- 2023年11月2日、第1子を妊娠していることを発表した[12]。
- 2024年2月16日、第1子男児を出産したことを発表した[13]。

## 人物
- 特技はピアノ演奏。名古屋市にあるボーカルスクール「沖縄アクターズインターナショナル名古屋校」に通っていたことがあり、フェリス女学院大学の音楽学部卒[14]。
- 趣味:ダイビング、乗馬
- 好きな映画：EVER AFTER
- 好きな曲：Chris Brown「Run It!」
- スリーサイズはB81、W53、H83[15]
- 座右の銘は「ガラスの靴は自分で見つけにいく」。

## 作品

### イメージビデオ
- 誘惑家庭教師〜我慢ができない〜（2017年10月20日、リバプール）[14]

### 写真集
- Queen・hip・rose……しり染めし頃に……（2018年7月25日、ワニブックス、撮影：西田幸樹）ISBN 978-4847081354

## 出演

### テレビ
- アナCAN（2008年4月18日 - 2009年3月20日、TBSテレビ） - アナCANサポーター
- ありえへん∞世界（2009年5月5日、テレビ東京） - 「ありえへんニッチアイドルBEST4」コーナーで第2位『フェリスのお嬢様アイドル』
- DOORS 2009厳冬（2009年12月、TBSテレビ）
- ウケウリ!!（2010年7月16日、日本テレビ） - 「東京ラーメン新人王」リポーター
- 頑張る姿は美しい!ヘタリストミュージアム（2011年1月3日、関西テレビ）
- イチハチ（2011年1月12日、毎日放送）
- POP JAM（NHK）
- 水曜エンタ!『笑う経済白書 THEピンキリSHOW2』（2012年3月14日、TBSテレビ）
- Disco Train（2013年7月 - 2015年9月、TOKYO MX）
- 趣味バカ（2013年10月4日 - 、サンテレビ） - インフォマーシャル担当
- 全力坂（2014年、テレビ朝日） - 2回出演
- 999人美女（2014年8月4日 - 2015年3月23日、TOKYO-MX）
- どうなる?（2015年7月6日 - 11月30日、TOKYO MX） - ケンドーアユム 役
- テレビでハングル講座（2016年、NHK Eテレ）
- じっくり聞いタロウ〜スター近況（秘）報告〜（2016年7月8日 - 、テレビ東京） - レギュラーアシスタント
- 鎧美女（2018年1月22日、フジテレビONE）- 毛利元就[16]
- わがまま!気まま!旅気分（2017年8月5日、BSフジ）
- 橋本マナミのヨルサンポIII（2017年10月5日 - 2018年3月15日、BSフジ）[17]
- 空前絶後のぉ！テレ東アニメフェス（2022年4月5日、テレビ東京） - アシスタント

### 舞台
- FLYING PIRATES ネバーランド漂流記-featuringGUY'S-（サンリオピューロランド）- キャプテンフック

### Web
- 竹内綾乃とセカンドライフ大学（2007年10月3日 - 12月26日、あっ!とおどろく放送局）
- ニコニコ動画×アナCAN（2009年7月7日 - ）
- 「よしもと会社訪問　リクルート篇」（2009年9月）
- AKIBA16エンタメTV（2011年1月13日 - 3月11日、あっ!とおどろく放送局）
- ぶるぺん！（2018年8月、GYAO!）[18]
- 私の年下王子さま（2018年、AbemaSPECIAL）

### ドラマ
- 家族狩り（2014年7月11日、TBS） - ちゅんりー 役
- 容疑者は8人の人気芸人（2015年4月18日、フジテレビ） - 「強風ジェスチャークイズ」MC 役
- 刑事7人 第5シリーズ 第2話（2019年7月17日、テレビ朝日） - レナ 役（クラブ「明凛」ホステス）
- サ道 第8話・第9話（2019年9月7日・14日、テレビ東京） - エリカ 役
- おいハンサム!! 第5話（2022年2月5日、東海テレビ・フジテレビ） - マスターの妻 役[19]
- 婚活探偵 第5話（2022年2月5日、BSテレ東） - 大宮桜 役

### 雑誌
- EX大衆（2009年7月15日）
- 週刊ポスト（2017年4月、小学館） - 西田幸樹「なをん。」シリーズ竹内さん名義

### ラジオ

#### レギュラー
- Sister QのQueenへの道（2005年4月、USEN CG38ch）
- 竹内渉と片山陽加のみゅーじっく ほりっく（2014年10月2日 - 、ラジオ日本）

#### ゲスト
- HIT’S THE TOWN（Nack5）
- AIR CRUISE（FM横浜）
- 鬼玉（Nack5）
- BAY COMFORT（Bay FM）
- J-HITS POWER STATION（FM-Fuji）

### CM
- サントリー「ジョッキ生」『ジョッキトレイン快走篇』（2007年4月1日 - ）
- ホテルシャーウッド（2010年8月 - ）

### その他
- DeNA - 中日 戦（2019年7月19日・横浜スタジアム）始球式[20]